# Lithocarpus uvariifolius
Lithocarpus uvariifolius là một loài thực vật có hoa trong họ Cử. Loài này được (Hance) Rehder mô tả khoa học đầu tiên năm 1919.